# Момент истины (маркетинг)
Момент истины (MOT) в области маркетинга, является тем моментом, когда потребитель взаимодействует с брендом, продуктом или услугой, чтобы сформировать или изменить впечатление о конкретном бренде, продукте или услуге. В 2005 A.G. Lafley председатель, президент и генеральный директор компании Procter & Gamble ввел два «Моменты истины». Третий был введен позже.

## Виды МОТ
- Первый момент истины (FMOT): Происходит, когда потребитель впервые знакомится с продуктом в офлайн режиме или онлайн[3]. Это происходит в течение первых 3-7 секунд, когда потребитель сталкивается с продуктом и именно в это время, специалисты по маркетингу имеют возможность преобразовать стороннего потребителя в покупателя[4]. Procter & Gamble описывает первый момент истины, как «момент когда покупатель отдает предпочтение одному продукту перед другими конкурентными предложениями»[5].
- Второй момент истины (SMOT). Когда потребитель покупает продукт и соотносит опыт использования продукта с обещанием бренда[6]. Возможны многочисленные моменты SMOT на разных этапах использования продукта[7], что предоставляет потребителю информацию и формирует мнение относительно будущих покупок данного сервиса/бренда/услуги, а также для обмена опытом относительно продукта/сервиса[8].
- Третий момент истины (TMOT): Потребитель дает обратную связь или реакцию на бренд, продукт или услугу, то есть потребитель становится сторонником бренда и распространяет положительную информацию о бренде посредствам общения с другими людьми или публикаций в социальных сетях.
- Нулевой момент истины (ZMOT) это термин, внедрен Google в 2011 году[9] и апеллирует к интернет исследованию, относительно того, какие действия предпринимают потребители относительно продукта или сервиса перед принятием какого-либо решения, то есть поиск отзывов на мобильном прежде, чем совершить покупку. Интернет полностью изменил способом взаимодействия потребителей с брендами, продуктами или услугами. Такой онлайн способ принятия решений назвали ZMOT. По данным исследования проведенного Google, 88 % клиентов США проводят онлайн исследование относительно желаемого продукта/сервиса/услуги прежде, чем совершить покупку.
- Фактический момент истины был идентифицирован и введен Amit Sharma, основателем и генеральным директором Narvar, чтобы описать опыт потребителя после совершения покупки созданный в связи с появлением интернет магазинов. Данный момент истины сосредоточен на периоде, когда покупатель совершил покупку выбранного продукта, но ещё не получил его[3].

## Дополнительные материалы
- Момент Истины Jan Carlzon
- Winning the Zero Moment of Truth
- ZMOT Handbook